# Вехово
Вехово (пол. Wiechowo, нім. Büche) — село в Польщі, у гміні Маряново Старгардського повіту Західнопоморського воєводства.
Населення — 252 особи (2011).
У 1975-1998 роках село належало до Щецинського воєводства.

## Демографія
Демографічна структура станом на 31 березня 2011 року:
|          | Загалом | Допрацездатний вік | Працездатний вік | Постпрацездатний вік |
| -------- | ------- | ------------------ | ---------------- | -------------------- |
| Чоловіки | 123     | 31                 | 81               | 11                   |
| Жінки    | 129     | 25                 | 71               | 33                   |
| Разом    | 252     | 56                 | 152              | 44                   |